# 푄 현상

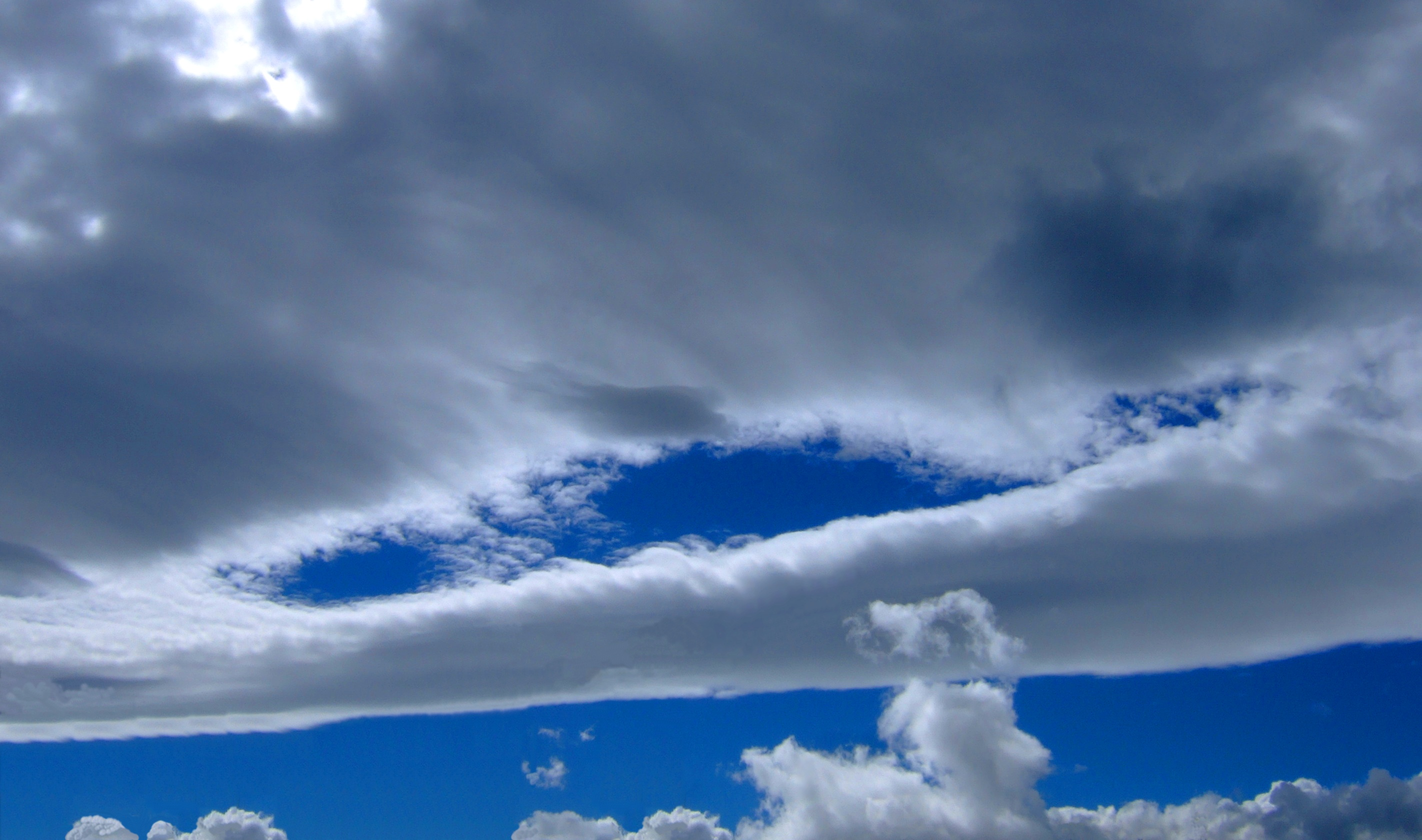
푄 바람

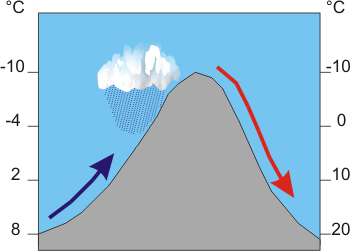
푄 현상의 개념도

푄 현상(독일어: Föhn)은 바람이 산 표면에 닿아 그 바람이 산을 넘어 하강 기류로 내려와 따뜻하고 건조한 바람에 의해 그 부근의 기온이 오르는 현상을 말한다. 이 현상에 처해 있는 바람을 푄 바람이라고 부른다.
푄 현상은 원래 푄이라고 하는 알프스 산들 가운데 부는 국지풍에서 비롯된 것이며 바람이 알프스를 넘었을 때에 부는 따뜻하고 건조한 바람을 말한다. 현재는 일반 용어로 쓰이고 있어 본래의 푄 말고도 북아메리카의 로키산맥을 넘어 부는 치누크 바람(Chinook wind) 등과 같은 세계 각지의 바람도 푄으로 불린다.
이러한 종류의 바람은 눈을 빠르게 녹이기 때문에 스노이터(snow-eater)라고 불린다. 이는 고온에서뿐 아니라 공지 질량의 낮은 상대 습도에도 그 뿌리가 있다. 푄 현상은 때때로 매우 건조한 강한 돌풍을 몰고 오는 경우가 있어서 화재와 같은 심각한 피해를 불러일으킬 수도 있다. 푄 현상이 있을 때에는 이러한 피해에 주의해야 한다.
푄 현상이 일어나면 이슬점은 하강한다. 건조 상태에서 상승하며 이슬점 감률(0.2°C/100m)에 따라 변하다가 포화상태가 되면 이슬점 감률(0.5°C/100m)에 따라 변한다. 산을 타고 내려올 때는 이슬점 감률(0.2°C/100m)에 따라 변하기 때문이다.
푄 현상은 열역학 제 1법칙으로도 설명될 수 있다.
푄 현상이 일어나는 이유는 공기가 산을 따라 하강하면서 단열압축이 일어나기 때문이다. 열(Q)=내부에너지변화(△U)+일(W)에서 단열과정에서는 열(Q)이 0이므로 내부에너지변화량(△U)=-일(W)이라는 수식으로 정리된다. 산을 넘어간 공기가 하강할 경우 단열압축이 일어나 일(W)은 음수가 된다. 일(W)과 내부에너지변화량(△U)는 절댓값이 같고 부호는 반대인 관계에 있으므로 내부에너지변화량(△U)는 증가한다. 즉, 온도(T)가 증가한다. 이로 인해 푄 현상이 일어나게 되는 것이다.

## 같이 보기
- 하강 기류
- 높새바람
- 치누크
- 기블리
- 존다

## 참고 자료
- McKnight, TL & Hess, Darrel (2000). Foehn/Chinoonk Winds. In , Physical Geography: A Landscape Appreciation, pp. 132. Upper Saddle River, NJ: Prentice Hall. ISBN 0-13-020263-0